# ایرنا اسکویرچینسکا
ایرنا اسکویرچینسکا (لهستانی: Irena Skwierczyńska؛ ۲۶ آوریل ۱۸۹۷ – ۱۵ مهٔ ۱۹۸۴) بازیگر اهل لهستان بود.
از فیلم‌ها یا مجموعه‌های تلویزیونی که وی در آن‌ها نقش داشته است، می‌توان به عالی‌جناب، شاگرد مغازه، ۳۰ قیراط خوشبختی، از دوشنبه‌ها بیزارم، رنا و دکتر مورک اشاره نمود.